# Malmö Isstadion
Malmö Isstadion er en skøjtehal i Malmø i Sverige, som er tegnet af arkitekterne Fritz Jaenecke og Sten Samuelson. Bygningen opførtes i 1970 og var Malmö Redhawks' hjemmebane indtil Malmö Arena indviedes i 2008. Bygningen rummer lige godt 1.000 stående tilskuere og 4.750 siddende tilskuere. I arenaen findes flere kiosker, souvenirbutikker samt en restaurant med VIP-afdeling.
Malmö Isstadion ligger på stadionområdet i Malmø. På området findes også Swedbank Stadion, som er Malmö FF's hjemmebane, Malmö Stadion, et andet anlæg for fodbold, Baltiska Hallen, en indendørshal med et udseende som ligner isstadionets, samt Atleticum, et indendørs idrætsanlæg til atletik. I forbindelse med disse idrætsanlæg findes det yderligere træningsområder og lokaler for diverse idrætsgrene.
Malmö Isstadion var værtsbygning for bl.a. VM i badminton 1977 og Eurovision Song Contest 1992.